# Sociedad de Integración Gay Lésbica Argentina
La Sociedad de Integración Gay Lésbica Argentina (SIGLA), es una ONG activista destinada a luchar contra la homofobia, valiéndose del conocimiento científico de la homosexualidad y la perspectiva de género de las minorías sexuales; tiene entre sus fines promover el respeto por la diversidad, la igualdad de derechos, el desarrollo de la juventud y la prevención del VIH y las enfermedades de transmisión sexual.
Desde el año 2023, el día 29 de abril los socios y las socias de Sigla eligieron por el voto una nueva comisión directiva, para la que resultó electo el contador Maximiliano Javier Lois como presidente de la institución, y luego reelegido el 26 de abril de 2025 para un nuevo mandato de dos años. 

## Historia
SIGLA fue fundada 1992 por un grupo de activistas pertenecientes a la CHA (Comunidad Homosexual Argentina), Alfredo Manes y el profesor Rafael Freda, antiguo vicepresidente y presidente de la CHA; asociación que obtuvo su personería jurídica gracias a su impulso en 1991. SIGLA obtuvo su personería jurídica en abril de 1993, siendo así la segunda organización de lucha por los derechos de las minorías sexuales en Argentina en obtenerla. SIGLA se avocó a dar un espacio de contención a gais, lesbianas y personas trans que no se identificaran con el ambiente gay tradicional porteño y urbano; y sus lugares de encuentro.
En 1993 SIGLA publica su boletín y sale al aire Totalmente natural, el primer programa radial para minorías sexuales de Latinoamérica, emitido por FM Palermo en Buenos Aires. En esos años SIGLA trabajó en locales de reunión de la comunidad gay en Buenos Aires y Rosario distribuyendo materiales para prevención de HIV/SIDA.
Entre 1993 y 2000, con el apoyo de organizaciones como AMFAR, OPS, David & Jonathan de París, FNUAP y el proyecto Lusida (Ministerio de Salud de La Nación Argentina) SIGLA pudo distribuir preservativos gratuitos en locales bailables de Buenos Aires, sostuvo su programa de radio y grupos de contención y prevención de VIH/SIDA en varones gais y otros HSH. A partir del año 2001 se encarga a SIGLA la distribución de preservativos en el marco del proyecto "coordinación Sida" llevado adelante por la Ciudad de Buenos Aires. SIGLA promueve en el año 1995 la concurrencia de menores de 18 años a los grupos de reflexión para adolescentes y jóvenes, siendo pionera en la promoción de la salud, prevención y contención de quienes comienzan a explorar su sexualidad.
Con la dirección del prof. Rafael Freda y el diseño y realización de Carla Aquilanti, SIGLA vuelve a editar la revista Espejo "Diversidad Sexual en la cultura", en el año 2002. En ese mismo año, se vuelve a emitir el programa Totalmente natural por AM, que se mantuvo en el aire hasta el 2005.
SIGLA comenzó a formar parte en 1999 de la red ASICAL (Asociación Salud Integral y Ciudadanía en América Latina). En el 2000 se participa en el Comité Organizador del 1º Foro y 2º conferencia de Cooperación Técnica Horizontal de América Latina y el Caribe en VIH/SIDA.
En 2001 SIGLA inicia el proyecto Federación CREFOR (Federación Creación y Fortalecimiento) tendiente a fortalecer organizaciones representativas de la minorías sexuales en el interior del país. Entre otras organizaciones, SIGLA participa en la creación de la CONADISE (Coordinación Nacional por la Diversidad Sexual) en el 2002. En ese mismo año, se realiza en su sede la asamblea constitutiva de la FESEA (Federación Argentina de Sexología). En noviembre de 2002 SIGLA suscribe un acuerdo de cooperación con la ciudad de Buenos Aires para asesoría en relación con menores travestis en situación de prostitución.

## Sobre la institución
SIGLA mantiene una biblioteca, hemeroteca y videoteca especializada, realiza talleres de reflexión para gais y lesbianas, reparte preservativos, da conferencias y charlas en organismos oficiales y no oficiales sobre homosexualidad y VIH/SIDA, asesora a padres y madres de gais y lesbianas, mantiene un ciclo de cine-debate sobre temática LGBT, entre otras actividades.